# Kirche Saatlen (Zürich-Schwamendingen)

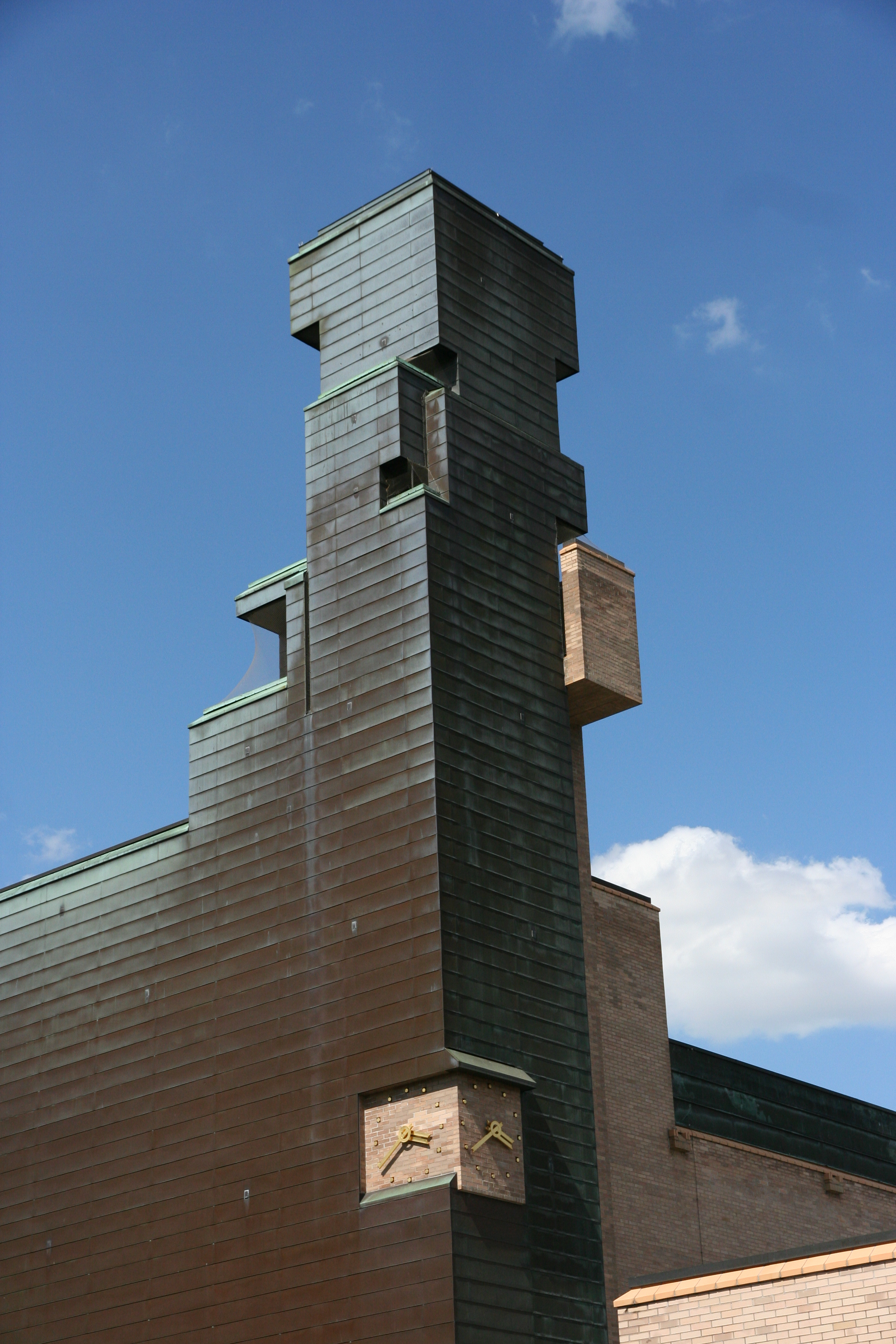
Turm der Kirche Saatlen

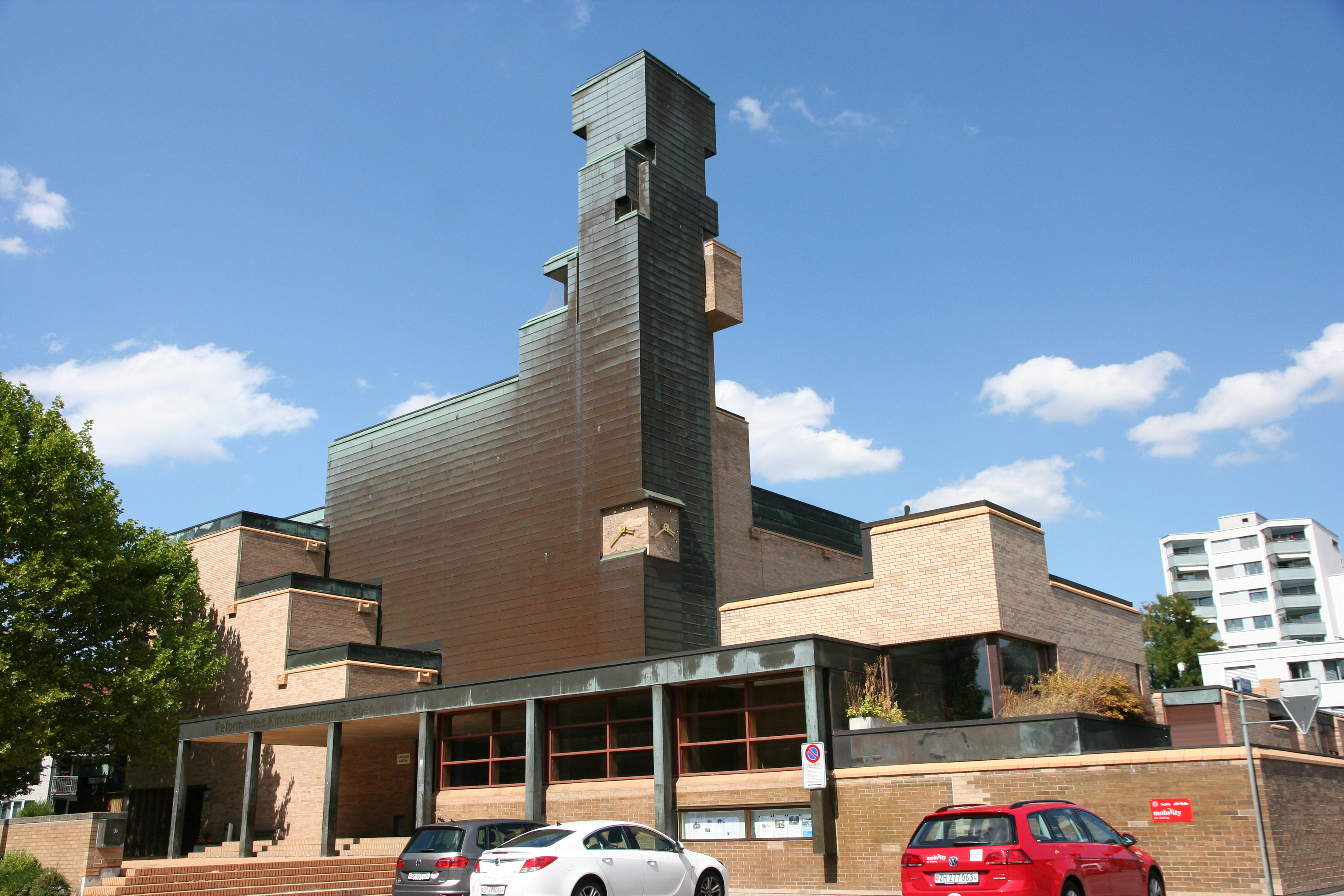
Kirche Saatlen

Die Kirche Saatlen ist eine evangelisch-reformierte Kirche in der Stadt Zürich. Sie steht an der Saatlenstrasse 240 im Quartier Schwamendingen bzw. dessen Teilquartier Saatlen.

## Geschichte
Weil das Quartier Schwamendingen nach dem Zweiten Weltkrieg rasant wuchs, errichtete die reformierte Kirchgemeinde Schwamendingen neben der historischen Kirche St. Niklaus beim Schwamendingerplatz 1955 auch die Stefanskirche Hirzenbach und 1964 die Kirche Saatlen. Bereits im Jahr 1956 erfolgte ein öffentlicher Wettbewerb, aus dem das Projekt von Claude Paillard, der auch das Theater St. Gallen und die Erweiterung des Opernhauses Zürich erbaut hatte, als Sieger hervorging. In den Jahren 1962–1964 wurde die Kirche als expressiver, kubischer Betonbau errichtet. 1965 erhielt die Kirche die Auszeichnung für gute Bauten der Stadt Zürich.

## Baubeschreibung
An der Saatlenstrasse unweit der viel befahrenen Wallisellenstrasse erhebt sich die Kirche Saatlen auf einem fast quadratischen Baugrund. Weil das Areal eher eng bemessen ist, erhebt sich das kirchliche Zentrum auf zwei Geschossen, wobei sich die eigentliche Kirche im Obergeschoss befindet. Der Baukörper ist komplex aufgebaut und wirkt durch die Staffelung der Flachdächer und des Kirchturms expressiv. Um einen Vorplatz herum sind die Bauteile kranzartig angelegt, wobei der Kirchenraum sich als reiner Kubus von den übrigen Baukörpern abhebt. Das Ensemble wird vom Kirchturm überragt.

## Orgel
Die Orgel der Kirche Saatlen wurde 1965 von Metzler Orgelbau errichtet. Es handelt sich um eine mechanische Orgel mit 25 Registern.
| I Rückpositiv C–g3 |      |
| Quintatön          | 16′  |
| Prinzipal          | 8′   |
| Spitzflöte         | 8′   |
| Octave             | 4′   |
| Nachthorn          | 4′   |
| Quinte             | 2/3′ |
| Octave             | 2′   |
| Mixtur             | 1/3′ |
| Trompete           | 8′   |

| II Hauptwerk C–g3 |      |
| Gedackt           | 8′   |
| Principal         | 4′   |
| Rohrflöte         | 4′   |
| Gemshorn          | 2′   |
| Larigot           | 1/3′ |
| Cymbel            | 2/3′ |
| Sesquialtera II   |      |
| Krummhorn         | 8′   |
| Tremulant         |      |

| Pedal C–f1 |      |
| Principal  | 16′  |
| Subbass    | 16′  |
| Octave     | 8′   |
| Rohrpommer | 8′   |
| Choralbass | 4′   |
| Mixtur     | 2/3′ |
| Fagott     | 16′  |
| Klarine    | 4′   |

- Koppeln: II/I, I/P, II/P
- Diverse Absteller als Fusstritte